# Fórmula de inversão de Möbius
A fórmula de inversão de Möbius, assim denominada em homenagem a August Ferdinand Möbius (Schulpforta, 17 de novembro de 1790 - Leipzig, 26 de setembro de 1868) é resultado de teoria elementar dos números que permite explicitar uma função aritmética em termos de uma outra, definida a partir da primeira, e da função de Möbius. Objetivamente, o resultado diz que se {\displaystyle f} e {\displaystyle g} são duas funções aritméticas tais que
{\displaystyle f(n)=\displaystyle \sum _{d|n}g(d)}, então vale {\displaystyle g(n)=\displaystyle \sum _{d|n}\mu (n/d)f(d)}
A demonstração que apresentamos a seguir tem a mesma essência de muitas encontradas nos livros de teoria dos números. No entanto, a modificação introduzida elimina um desconforto causado por uma permuta de somatórios muito comum em tais livros didáticos.

## Demonstração
Dado {\displaystyle n\in \mathbb {N} }, denotemos por {\displaystyle D(n)} o conjunto dos divisores de {\displaystyle n} e para cada {\displaystyle d\in D(n)} seja {\displaystyle \chi _{d}:D(n)\to \{0,1\}} a função característica de {\displaystyle D(d)\subset D(n)}, ou seja, dado {\displaystyle m\in D(n)} temos {\displaystyle \chi _{d}(m)=1}, se {\displaystyle m\in D(d)} e {\displaystyle \chi _{d}(m)=0} se {\displaystyle m\not \in D(d)}. Agora para mostrar que {\displaystyle g(n)=\displaystyle \sum _{d|n}\mu (n/d)f(d)}, partimos do segundo membro e chegamos no primeiro. De fato, Inicialmente observamos que para cada {\displaystyle m\in D(n)} temos
{\displaystyle \displaystyle \sum _{d|n}\chi _{d}(m)\mu (n/d)=\delta _{mn}}, onde {\displaystyle \delta _{mn}=1}, se {\displaystyle m=n} e {\displaystyle \delta _{mn}=0} se {\displaystyle m\neq n}. Com efeito, as parcelas que contribuem efetivamente no somatório acima são aquelas para as quais {\displaystyle d} é multiplo de {\displaystyle m}. Assim, podem-se escrever {\displaystyle d=mq}, com {\displaystyle 1\leq q\leq n/m}. Fazendo {\displaystyle n'={\frac {n}{m}}} e usando o fato que {\displaystyle d|n} segue que {\displaystyle q|n'}. Reciprocamente, se {\displaystyle q|n'} então {\displaystyle d=mq} é divisor de {\displaystyle n} e múltiplo de {\displaystyle m}.
Portanto, podemos escrever
{\displaystyle \displaystyle \sum _{d|n}\chi _{d}(m)\mu (n/d)=\displaystyle \sum _{q|n'}\mu (n'/q)=\delta _{n'1}=\delta _{mn}}. A penúltima igualdade é conhecida e a última segue da definição do delta de Kronecker, lembrando que {\displaystyle n'={\frac {n}{m}}}.
Por fim,
{\displaystyle \displaystyle \sum _{d|n}\mu (n/d)f(d)=\displaystyle \sum _{d|n}\mu (n/d)\displaystyle \sum _{m|d}g(m)=\displaystyle \sum _{d|n}\mu (n/d)\displaystyle \sum _{m|n}\chi _{d}(m)g(m)}
{\displaystyle =\displaystyle \sum _{d|n}\displaystyle \sum _{m|n}\mu (n/d)\chi _{d}(m)g(m)=\displaystyle \sum _{m|n}\displaystyle \sum _{d|n}\mu (n/d)\chi _{d}(m)g(m)=\displaystyle \sum _{m|n}\displaystyle (\sum _{d|n}\mu (n/d)\chi _{d}(m))g(m)}
{\displaystyle =\displaystyle \sum _{m|n}\displaystyle \delta _{mn}g(m)=g(n)}. Isso conclui a demonstração.
Também vale notar que podemos reverter o processo e reobter a função {\displaystyle f} a partir de {\displaystyle g}. Nas palavras do autor da referência abaixo, se duas funções aritméticas satisfazem uma das equações dadas no enunciado, então também satisfazem a outra. De fato, assumindo que a segunda equação ocorre e mantendo as notações acima, temos
{\displaystyle \displaystyle \sum _{d|n}g(d)=\displaystyle \sum _{d|n}\displaystyle \sum _{m|d}\mu (d/m)f(m)=\displaystyle \sum _{d|n}\displaystyle \sum _{m|n}\chi _{d}(m)\mu (d/m)f(m)=\displaystyle \sum _{m|n}\displaystyle (\sum _{d|n}\chi _{d}(m)\mu (d/m))f(m)}
{\displaystyle =\displaystyle \sum _{m|n}\displaystyle (\sum _{q|n'}\mu (q))f(m)=\displaystyle \sum _{m|n}\delta _{n'1}f(m)=\displaystyle \sum _{m|n}\delta _{mn}f(m)=f(n).}